# 盧頌之
盧頌之（英語：Dada Lo Chung-Chi，1989年12月4日—），原名盧燕宜，出生於香港，香港女演員、藝能模特兒。

## 個人歷程
盧頌之曾就讀慈幼葉漢小學、保祿六世書院和石籬天主教中學（2007年中五）。她於2009年入行後首次參與拍攝青春偶像劇四葉草《南華夢飛翔》擔演女主角，同年推出寫真集《8 模少女館寫真集》而火速上位，並成為「XBOX360」產品代言人。其後受邀參演多部影視作品，包括電影《李小龍》飾演大家姐李秋源、亞洲電視處境喜劇《香港GoGoGo》飾演格仔鋪老闆、《惡胎》及《人約離婚後》等。2013年主演動作電影《爆3俏嬌娃》，接受各項武術訓練，作新嘗試演出動作場面。隨著知名度提升，她曾受多個廣告商取用，如「維他菊花茶」、「葡萄適Light」、「茶維多薄荷糖」、「大家樂」、「Samsung Wave」及「NEWAY」等。近年主要在電影及電視劇方面發展。其丈夫是趙勁皓，兩人育有一子一女。

## 爭議
2015年7月25日駕車載着電台DJ陳達仁及友人途經青山公路青龍頭迴旋處時發生交通意外，由於車毀人傷及DaDa涉嫌醉駕即場被捕。昨早她在兩名友人陪同下到荃灣裁判法院出席聆訊。DaDa在庭上承認控罪並表示已知犯錯，望法官給予機會，最後她被判社會服務令120小時、罰款3000元及停牌一年，並須於停牌完結前三個月內自費完成強制修習駕駛改進課程。

## 個人作品

### 電影
- 2010年：《惡胎》
- 2010年：《殭屍新戰士》 飾 阿嘉
- 2010年：《李小龍》 飾 李秋源
- 2010年：《婚前試愛》
- 2010年：《熱浪球愛戰》
- 2011年：《人約離婚後》 飾 細蚊
- 2013年：《爆3俏嬌娃》

### 電視劇
- 2009年：《南華夢飛翔》（無綫電視）
- 2010年：《香港Go Go Go》 （亞洲電視）
- 2015年：《風雲天地》飾 周妙群（無綫電視）
- 2017年：《賭城群英會》飾 Ivy（無綫電視）

### 電視節目
- 2009年：《美女廚房 (第二輯)》（無綫電視）
- 2009年：《美少女廚神爭霸戰 2009》（無綫電視）
- 2009年：《無敵獎門人惡鬥美女廚房》（無綫電視）
- 2009年：《無綫繼續Good Show 2010》（無綫電視）
- 2010年：《千奇百趣Summer Fun》（無綫電視）
- 2011年：《11點後特區》（亞洲電視）
- 2013年：《超級無敵獎門人 終極篇》（無綫電視）
- 2016年：《巨門陣》（ViuTV）

### 廣告
- 2% "th" 平面廣告
- X-Box 360 平面廣告
- Whampoa Jetso Gudie & GSK Cervarix 2008 平面廣告
- PPS 電視廣告
- 可口可樂 電視廣告
- 維他菊花茶 電視廣告
- 葡萄適 電視廣告

### 音樂錄影帶
- 陳柏宇：《拍一半拖》

### 舞台劇
- 2009年：《我們的華星時代》
- 2015年：《血染謎情》

### 寫真集
- 2009年：《Girls Look Book Vol 1》
- 2010年：《Kiss EnougH》 Sugar Beez - A Lin & Dada

## 外部連結
- 盧頌之的Instagram帳戶
- 盧頌之的Facebook專頁
- 盧頌之的新浪微博